# Крымский татарский педагогический техникум
Крымский татарский педагогический техникум (Тотайкойский педтехникум) — крымскотатарское учебное заведение среднего уровня, существовавшее с 1922 по 1931 год. Первые два года техникум располагался в Тотайкое, а затем в Симферополе.

## История

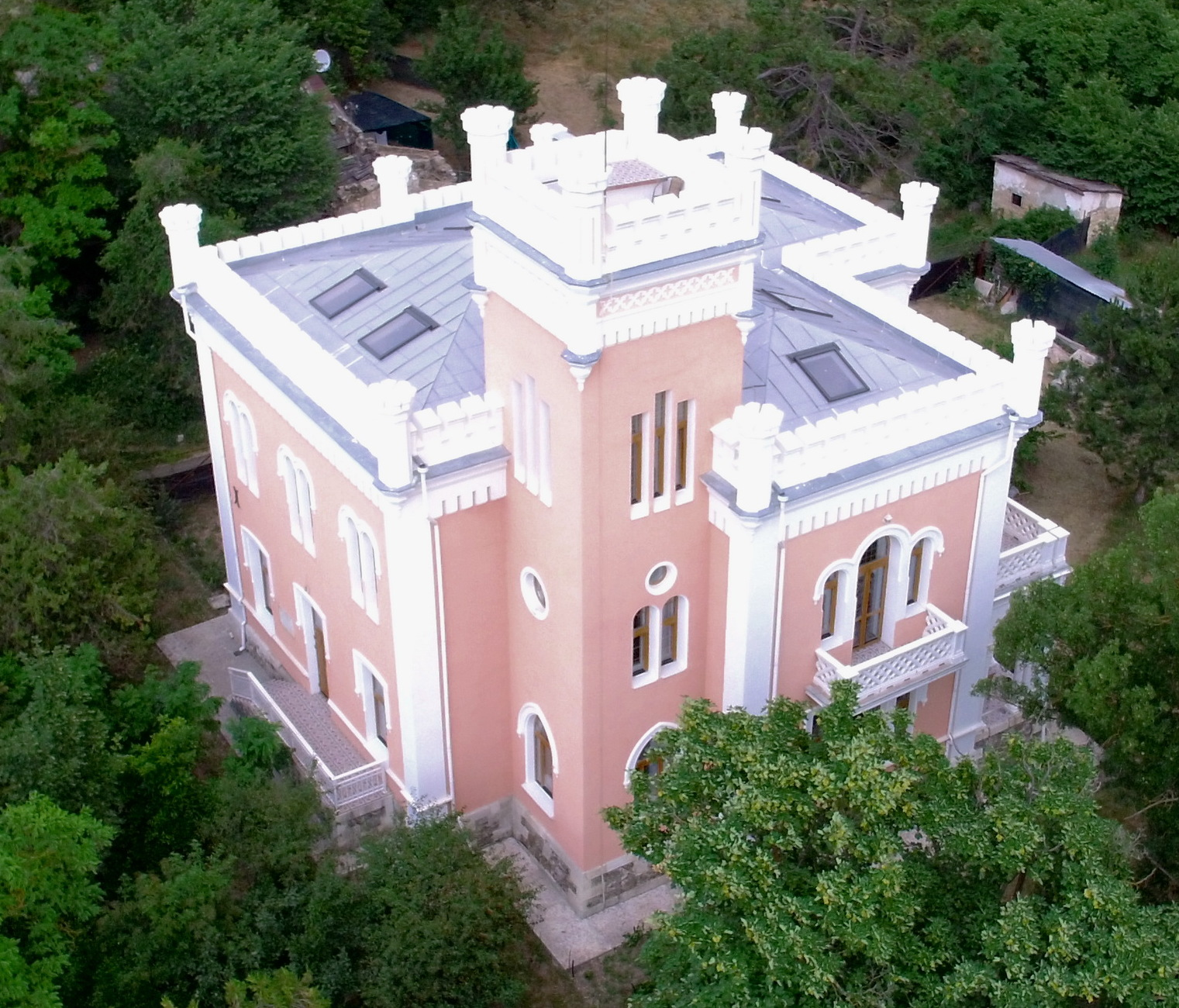
Замок Кесслера-Ферсмана

Учебное заведение было открыто весной 1922 года в деревне Тотайкой как Крымские педагогические курсы. Целью открытия нового учебного заведения являлась подготовка кадров для школьного, политпросветительного и дошкольного дела, а также распространение среди татарского населения Крыма практических и специальных знаний. Курсы были открыты в помещении замка Кесслера-Ферсмана, которое незадолго до этого национализировали. Первым директором стал Амет Озенбашлы. Спустя год курсы были реорганизованы в Крымский татарский педагогический техникум. Срок обучения составлял четыре года. Поступление в техникум первоначально осуществлялось на основе школы первой ступени, а позже — семилетней школы. В первый год количество учащихся составило 150 человек. В техникуме было одно отделение — школьное. Преподавание велось на крымскотатарском и русском языках.

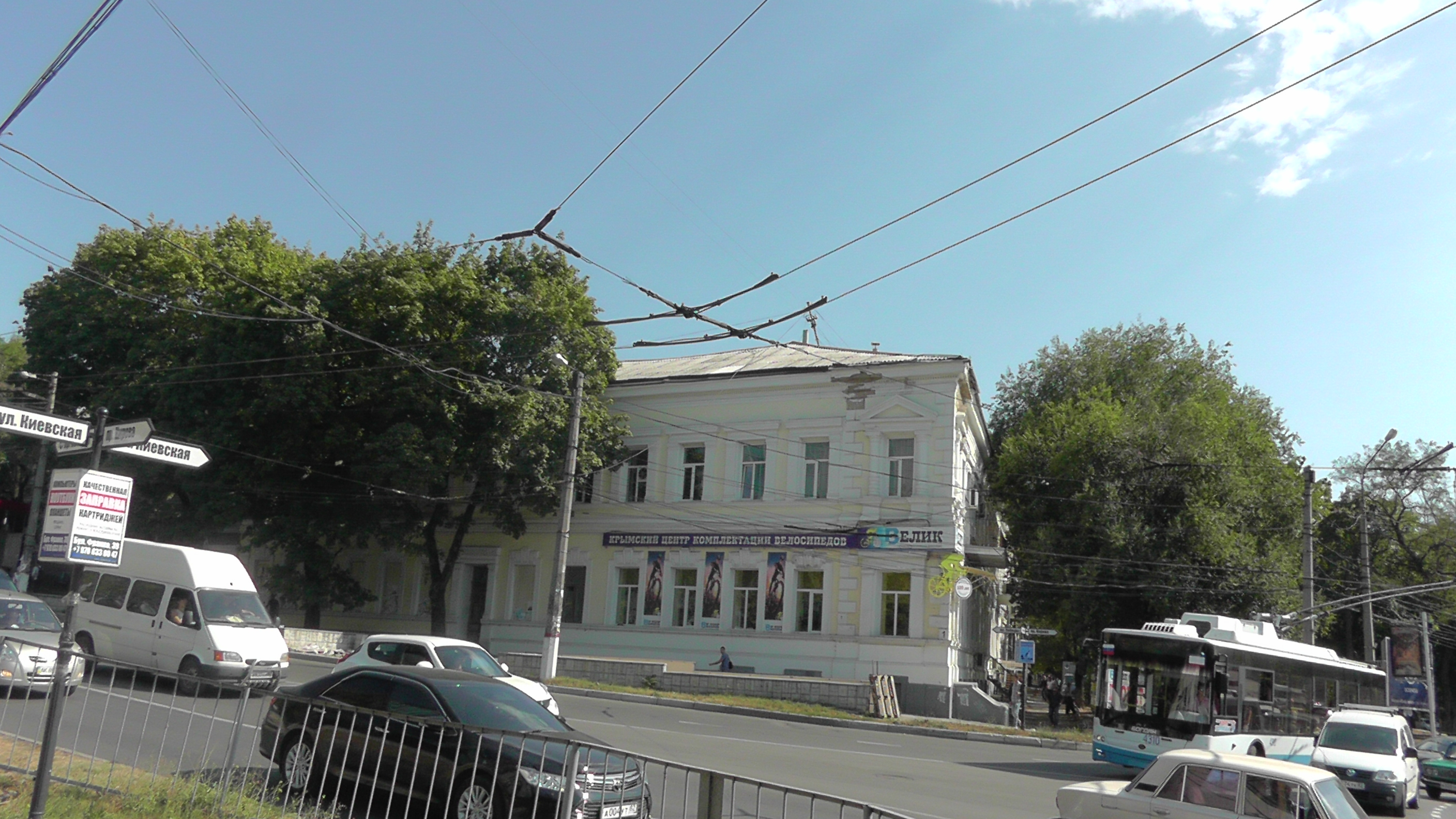
Доходный дом Христофорова

Летом 1924 года техникум был переведён в Симферополь и разместился в бывшем доходном доме Христофорова. С 1924 по 1930 год в техникуме училось порядка 190 человек (включая подготовительное отделение). При техникуме существовала библиотека, где имелось порядка 5 тысяч наименований. За техникумом была закреплена базовая школа в деревне Чокурча, где учащиеся проходили педагогическую практику.
Процесс обучения в техникуме осложнялся плохим знанием русского языка учащимися. В отчёте за 1928 год значилось: «Преподавание на русском языке, которое занимает в общем объёме 52 %, при слабом знании учащимися русского языка, а также отсутствии учебников на родном языке и пользование в большинстве изданными на русском языке, снижает продуктивность работы учащихся». В связи с этим Секретариат Крымского обкома ВКП(б) создал при техникуме специальную подготовительную группу.
Техникум прекратил работу в 1931 году.

## Преподавательский состав
С 1922 по 1925 год в техникуме было 18 преподавателей, из них крымских татар — шестеро. С 1926 по 1927 год было 16 педагогов, крымских татар из них — девять. В 1928 году в техникуме было 20 преподавателей (13 — русские и 7 — крымские татары). Среди преподавателей были Бекир Чобан-заде, Шевки Бекторе, Одабаш Абибулла, Асан Сабри Айвазов, Осман Акчокраклы и Асан Рефатов. Рефатов в период пребывания техникума в Тотайкое написал произведение «Тотайкой хораны» (Тотайкойский марш), ставший неофициальным гимном учебного заведения.

## Выпускники
За период работы Крымского татарского педагогического техникума было подготовлено более 200 учителей. По учебным годам: 1922/23 — 3, 1923/24 — 28, 1924/25 — 34, 1925/26 — 59, 1926/27 — 33, 1927/28 — 21, 1928/29 — 23.
Среди выпускников — Иргат Кадыр, Зиядин Джавтобели, Ибраим Бахшиш, Шамиль Алядин, Мамбет Алиев, Керим Джаманаклы, Асан Касымов, Эмирасан Куртмоллаев, Осман Ваапов, Урие Азизова, Джемиль Кендже, Зейнеп Аббасова, Джеппар Акимов.

## Директора
- Амет Озенбашлы (1922—1924)[1]
- Мустафа Бекиров (1924—1925)[1]
- Вели Абилев (1925—1925)[1]
- Якуб Азизов (1925—1928)[1]
- Мензатов (1929—1930)[1]